# Філімонов Микола Миколайович
Філімонов Микола (1884—13 січня 1943), оперний співак-баритон і визначний педагог вокалу. З 1916 в Київській опері (з перервами); професор Музично-драматичного інституту ім. М. Лисенка (1925—1932) в Києві. У 1933 — 37 на засланні. Помер у Києві.